# Кинетичка енергија
Кинетичка енергија је енергија коју тело поседује услед свог кретања. Кинетичка енергија је вид механичке енергије, као и потенцијална енергија. Сва тела која се крећу линеарно или ротирају поседују одређену кинетичку енергију. Кинетичка енергија се може дефинисати као рад потребан да се убрза тело одређене масе од стања мировања до тренутне брзине тела. Кад тело једном добије ову енергију, она остаје стална док се брзина или маса тела не промене. Негативан рад истог износа је потребан да се тело врати у стање мировања.
У класичној механици, кинетичка енергија неротирајућег објекта масе m које се креће брзином v је {\displaystyle {\begin{smallmatrix}{\frac {1}{2}}mv^{2}\end{smallmatrix}}}. У релативистичког механици, то је добра апроксимација само кад је v знатно мање од брзине светлости. Стандардна јединица кинетичке енергије је џул. Империјална јединица кинетичке енергије је стопа-фунта.

## Историја и етимологија
Придев „кинетичка“ има свој корен у грчкој речи за кретање (kinesis). Термини „кинетичка енергија“ и „рад“ у садашњем значењу датирају из средине 19. века. Термин енергија је изведен из речи en што значи иза + erge што значи рад, енергија је дакле оно што стоји иза рада. Дихотомија између кинетичке енергије и потенцијалне енергије се можe пратити уназад до Аристотелових концепата стварности и потенцијалности.
Прицип класичне механике према коме је  први су развили Готфрид Лајбниц и Јохан Бернули, који су описали кинетичку енергију као живу силу, vis viva. Холанђанин Вилем Гравесанде пружио је експерименталну евиденцију која подржава ову релацију. Пуштањем утега са различитих висина у блок од глине, он је утврдио да је њихова дубина пенетрације била пропорционална са квадратом њихове ударне брзине. Емили ди Шатле је препознала импликације експеримента и објавила објашњење.
Термини кинетичка енергија и рад у њиховим садашњим значењима потичу из средине 19. века. Заслуге за рано разумевање ових идеја се могу приписати Гаспару Гиставу Кориолису, који је 1829. године објавио публикацију са насловом Du Calcul de l'Effet des Machines у којој је дао математичке основе кинетичке енергије. Сматра се да је Вилијам Томсон, касније лорд Келвин, сковао термин „кинетичка енергија” у периоду 1849–51.

## Објашњење
Постоје разне врсте енергије: топлота, електромагнетска радијација, хемијска енергија, нуклеарна енергија, потенцијална енергија (гравитациона, електрична, еластична и сл.). Исте се могу категорисати у две главне врсте: потенцијалну енергију и кинетичку енергију. Кинетичка енергија је енергија кретања објекта. Кинетичка енергија се може трансформисати између објеката и трансформисати у друге облике енергије.
- Ако једна куглица при кретању удари о другу, она ће је покренути, јер је део своје кинетичке енергије пренела на другу, сама притом губећи тај део.
- Кинетичка енергија ветра покреће једрилицу. После удара у једро, део енергије се преноси на једрилицу, а ветар губи део брзине.
- Вода обрће точак воденице ударајући о његове лопатице. Вода губи део кинетичке енергије а точак је добија.

Кинетичка енергија се може разумети помоћу примера који демонстрира како се она трансформише из и у друге форме енергије. На пример, бициклиста користи хемијску енергију коју пружа храна да убрза бицикл до жељене брзине. На равној површини, ова брзина се може одржавати без даљег рада, изузев да се савлада отпор ваздуха и трење. Хемијска енергија је конвертована у кинетичку енергију, енергију кретања, али процес није комплетно ефикасан и ослобађа се топлота унутар бициклисте.
Кинетичка енергија у покретном бициклисти и бициклу се може претворити у друге облике. На пример, бициклиста може да наиђе на брдо које је довољно високо тако да се бицикл потпуно зауставља на врху. Кинетичка енергија је сад углавном претворена у гравитациону потенцијалну енергију која се може ослободити слободним спуштањем низ другу страну брда. Пошто је бициклиста изгубио део енергије услед трења, он никад не повраћа сву своју брзину без додатног окретања педала. Енергија не бива уништена; она се само конвертује у другу форму трењем. Алтернативно, бициклиста може да повеже динамо на један од точкова и да делом генерише електричну енергију при спуштању. Бицикл би се кретао спорије на дну брда него без генератора, јер је део енергије преусмерен на електричну енергију. Још једна могућност би била да бициклиста примени кочнице, у ком случају долази до дисипације кинетичке енергије путем фрикције у виду топлоте.
Као и свака физичка величина која је функција брзине, кинетичка енергија објекта зависи од односа између објекта и посматрачевог референтног оквира. Стога, кинетичка енергија објекта није инваријантна.
Свемирска летелица користи хемијску енергију за лансирање и стицање знатне кинетичке енергије неопходне за досезање орбиталне брзине. У потпуно кружној орбити, ова кинетичка енергија остаје константна, јер скоро да нема трења у простору у близини Земље. Међутим, она постаје очигледна при поновном уласку у атмосферу када се нека кинетичка енергија претвара у топлоту. Ако је орбита елиптична или хиперболична, онда се кроз целокупну орбиту кинетичка и потенцијална енергија измењују; кинетичка енергија је највећа а потенцијална најнижа на најближем приступу Земљи или неком другом масивном телу, док је потенцијална енергија највећа и кинетичка енергија најмања на максималном растојању. Без губитка или добитка, међутим, сума кинетичке и потенцијалне енергије остаје константна.
Кинетичка енергија се може пренети са једног објекта на други. У билијарској игри, играч предаје кинетичку енергију белој кугли ударајући је врхом штапа. Ако се бела кугла судари са другом куглом, она драматично успорава, а кугла коју је ударила убрзава услед преласка кинетичке енергије на њу. Судари у билијару су ефективно еластични судари, у којима се очувава кинетичка енергија. При нееластичним сударима, кинетичка енергија се расипа у разне форме енергије, као што су топлота, звук, енергија везивања (везних структура кочења).
Замајци су развијени као метод складиштења енергије. Ово илуструје да се кинетичка енергија такође чува у ротационом кретању.
Постоји неколико математичких описа кинетичке енергије који је описују у одговарајућој физичкој ситуацији. За објекте и процесе у уобичајеном људском искуству, формула ½mv² која је дата Њутновом (класичном) механиком је подесна. Међутим, ако је брзина објекта упоредива са брзином светлости, релативистички ефекти постају значајни и стога се користи релативистичка формула. Ако је објекат на атомској или сабатомској скали, квантно механички ефекти су значајни, и квантно механички модел се море користити.

## Њутнова механика

### Кинетичка енергија тела са линеарним кретањем
У класичној механици, кинетичка енергија објекта занемариве величине, или не-ротирајућег чврстог тела је дата једначином
{\displaystyle E_{k}={\begin{matrix}{\frac {1}{2}}\end{matrix}}mv^{2}} где је m маса а v је брзина тела.
На пример, кинетичка енергија масе од 30 kg са брзином од 10 m/s је
{\displaystyle \ 0.5\cdot 30\cdot 10^{2}=1500\ \mathrm {J} }

#### Деривација
Рад извршен при убрзавању честице масе m током инфинитезималног временског интервала dt је дат скаларним производом силе F и инфинитезималног померања dx
{\displaystyle \mathbf {F} \cdot d\mathbf {x} =\mathbf {F} \cdot \mathbf {v} dt={\frac {d\mathbf {p} }{dt}}\cdot \mathbf {v} dt=\mathbf {v} \cdot d\mathbf {p} =\mathbf {v} \cdot d(m\mathbf {v} )\,,}
при чему се подразумева однос p&nbsp;=&nbsp;m&nbsp;v и валидност Другог Њутновог закона. (Међутим, такође погледајте специјалну релативистичку деривацију испод.)
Примењујући правило производа може се показати да је:
{\displaystyle d(\mathbf {v} \cdot \mathbf {v} )=(d\mathbf {v} )\cdot \mathbf {v} +\mathbf {v} \cdot (d\mathbf {v} )=2(\mathbf {v} \cdot d\mathbf {v} ).}
Стога је, подразумевајући константну масу, тако да је dm=0,
{\displaystyle \mathbf {v} \cdot d(m\mathbf {v} )={\frac {m}{2}}d(\mathbf {v} \cdot \mathbf {v} )={\frac {m}{2}}dv^{2}=d\left({\frac {mv^{2}}{2}}\right).}
Будући да је ово тотални диференцијал (другим речима, он једино зависи од коначног стања, а не од начина на који је честица стигла до одредишта), он се може интегрисати и резултат се назива кинетичка енергија. Узимајући да је објекат био у мировању у времену 0, може се интегрисати од времена 0 до времена t, зато што је рад који је извршила сила да доведе објекат из мировања до брзине v једнак раду неопходном да се уради супротно:
{\displaystyle E_{\text{k}}=\int _{0}^{t}\mathbf {F} \cdot d\mathbf {x} =\int _{0}^{t}\mathbf {v} \cdot d(m\mathbf {v} )=\int _{0}^{v}d\left({\frac {mv^{2}}{2}}\right)={\frac {mv^{2}}{2}}.}
Ова једначина наводи да је кинетичка енергија једнака интегралу скаларног производа брзине (v) тела и инфинитезималне промене момента тела (p). Подразумева се да тело започиње без кинетичке енергије, кад је у мировању (непокретно).

### Кинетичка енергија ротирајућег тела
Ако чврсто тело ротира око неке линије која пролази кроз центар масе тад има ротациону кинетичку енергију ({\displaystyle \ E_{r}\ }) која је сума кинетичких енергија свих делова који се крећу:
{\displaystyle \ E_{r}=\int {\frac {v^{2}dm}{2}}=\int {\frac {(r\omega )^{2}dm}{2}}={\frac {\omega ^{2}}{2}}\int {r^{2}}dm={\frac {\omega ^{2}}{2}}I={\begin{matrix}{\frac {1}{2}}\end{matrix}}I\omega ^{2}}
где је:
- ω угаона брзина тела.
- даљина делића масе dm од линије центра укупне масе
- момент инерције тела = {\displaystyle \int {r^{2}}dm}

### Ротационо-транслативни систем
Понекад је корисно поделити укупну кинетичку енергију у суму линеарне кинетичке енергије и кинетичку енергију ротације:
{\displaystyle \ E_{k}=E_{t}+E_{r}\,}
где је:
- E укупна кинетичка енергија
- E линеарна (транслациона) кинетичка енергија
- E ротациона енергија (ротациона кинетичка енергија)

Као пример, укупна кинетичка енергија лопте у лету је сума кинетичких енергија ротације (вртења) и транслације (линеарног кретања).

## Релативистичка механика
При веома великим брзинама блиским брзини светлости, релативистичке модификације прорачуна су потребне, по Ајнштајновој теорији релативитета.
Да се објект убрза од мировања до релативистичке брзине потребан је рад:
{\displaystyle E_{k}={\frac {mc^{2}}{\sqrt {1-(v/c)^{2}}}}-mc^{2}}.
где је m маса мировања, v брзина објекта, и c је брзина светлости у вакууму.
Ово показује да енергија објекта долази до бесконачности кад брзина долази до (c). Према томе није могуће постићи већу брзину.
Математички производ овог прорачуна је да тело у мировању има енергију:
{\displaystyle E_{\text{mirovanja}}=mc^{2}\!}

## Школски оглед
Прибор: ужлебљена летва која има улогу стрме равни, две куглице (различите масе), статив, неко тело које може да буде пречка.
Стрму раван ставимо на одређену висину (на висину на којој је подешен статив), затим на доњи крај стрме равни ставимо пречку, а затим низ стрму раван спустимо куглицу веће масе. Куглица ће постепено добијати убрзање и кад буде дошла до пречке, она ће је одгурнути. Затим опет поновимо овај оглед, али са куглицом мање масе и видећемо да је ова куглица деловала мањом силом него куглица веће масе.
Из овог огледа закључујемо да је:
- Ек (кинетичка енергија) ~ m (маса тела)
- Ек (кинетичка енергија) ~ v (брзина тела)

Ек = ½•mv²
Кинетичка енергија је једнака половини производа масе неког тела и квадрату брзине које то тело добија, односно кинетичка енергија тела је сразмерна маси тела и квадрату његове брзине.
Јединица за кинетичку енергију је Џул (Ј).